# Філіп Ноель-Бейкер
Філіп Ноель-Бейкер (англ. Philip Noel-Baker, Baron Noel-Baker; 1889—1982) — британський пацифіст і дипломат, довічний пер. Лауреат Нобелівської премії миру за 1959 рік, за діяльність з стимулювання роззброєння.

## Життєпис
Був блискучим студентом і атлетом, брав участь в трьох олімпійських іграх. На Олімпіаді 1920 року в Антверпені був прапороносцем збірної і завоював срібну медаль.
До 1922 року співпрацював з Фрітьйофом Нансеном. Багаторічний депутат Палати Громад. Його електоральна кар'єра в Лейбористської партії почалася в 1924 році, коли він вперше безуспішно брав участь у виборах. У 1929—1931 роках був лейбористським депутатом Палати Громад від Ковентрі, з 1936 року представляв в парламенті Дербі. З 1937 року входив до керівництва Лейбористської партії; в 1946—1947 роках був її головою.
Міністр без портфеля в уряді 1945 року, в 1945—1946 роках державний міністр закордонних справ Великої Британії. Відповідав в уряді за проведення Олімпіади 1948 року. У 1950 році переведений на посаду міністра палива та енергетики. Активно виступав проти ядерної зброї, мілітаризму.
Стояв біля витоків створення організації «Міжнародна Амністія».
За віросповіданням був квакером.